# Islas Diómedes
Las islas Diómedes, también conocidas como islas Gvózdev en Rusia, son dos islas rocosas de pequeñas dimensiones. Se hallan en medio del estrecho de Bering, entre el mar de Chukchi y el mar de Bering. Estas islas se encuentran, a su vez, entre Alaska y la península de Chukotka.
La isla occidental, conocida como Diómedes Mayor, Imaqliq, Nunarbuk o Ratmánov, pertenece a Rusia, mientras que la isla oriental, Diómedes Menor, habitada por la comunidad esquimal iŋaliq iñupiaq, pertenece a Estados Unidos

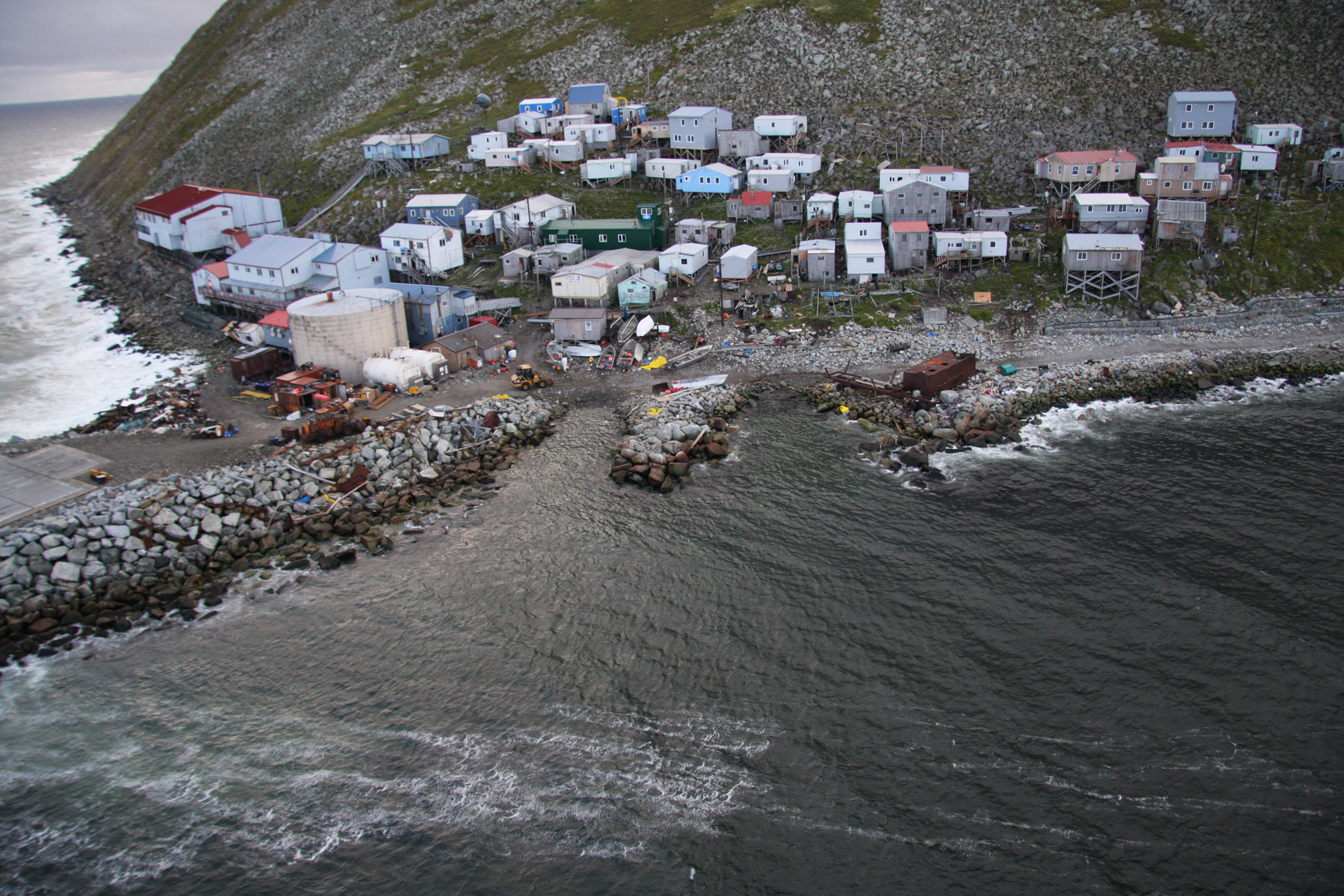
Aldea esquimal en Diómedes Menor.

La última, Diómedes Menor, también es conocida como isla Krusenstern o Inaliq. El sitio actual de la aldea en Diómedes Menor, que algunos arqueólogos creen que tiene más de 3000 años de antigüedad, fue originalmente un lugar de caza de primavera y poco a poco fue habitado como asentamiento permanente. Los exploradores occidentales encontraron que los esquimales de Diómedes tenían una cultura estructurada, practicando ceremonias elaboradas alrededor de la caza de la ballena.
Los habitantes de Diómedes tienen parientes en Siberia. Históricamente, los residentes de ambas islas Diómedes cazaban tanto en el mar como en el hielo y comerciaban con nativos tanto de Asia como de Alaska, pero al comenzar la Segunda Guerra Mundial todos los habitantes de Diómedes Mayor fueron trasladados a Siberia y la navegación estuvo suspendida hasta 1988, cuando se restablecieron los viajes y los contactos entre parientes.

## Otros datos

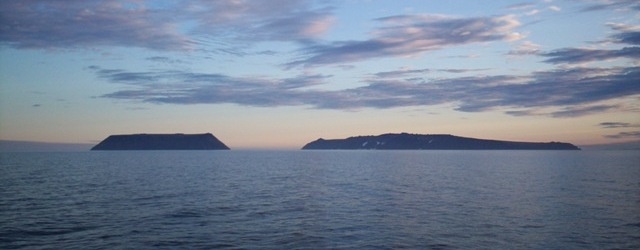
Diómedes Menor y Diómedes Mayor.

Entre las dos islas pasa la línea internacional de cambio de fecha, es decir, que hay casi un día de diferencia horaria entre ambas islas, aunque la hora solar sea la misma.
La isla rusa se halla deshabitada, pero en la estadounidense viven unas 160 personas.
El canal de 3,7 km de anchura que las separa se congela y puede atravesarse a pie (aunque es ilegal debido a la ausencia de aduanas), constituyendo así el único lugar desde el que se puede pasar caminando entre Rusia y Estados Unidos. También se considera la frontera entre Asia y América.